# Braunsia fumipennis
Braunsia fumipennis är en stekelart som först beskrevs av Cameron 1899.  Braunsia fumipennis ingår i släktet Braunsia och familjen bracksteklar. Inga underarter finns listade.